# 236909 Jakoberwin
236909 Jakoberwin este o planetă minoră (asteroid) din centura de asteroizi. A fost descoperită pe 7 octombrie 2007 la Gaisberg⁠(d) de Richard Gierlinger⁠(d). 
Obiectul prezintă o orbită caracterizată de o semiaxă mare de 3,1105446511547 UAi, o excentricitate de 0,081078416820928, o înclinație de 1,3562083915549 ° în raport cu ecliptica.